# Celedonio Romero
Celedonio Romero (Cienfuegos, Cuba, 2 de marzo de 1913 - San Diego (California), 8 de mayo de 1996) fue un guitarrista, compositor y poeta español conocido mundialmente por ser el fundador del cuarteto "Los Romeros".

## Biografía
Estudió guitarra clásica en el Conservatorio de Málaga y en el Conservatorio de Madrid, donde recibió clases del compositor sevillano Joaquín Turina. Debutó en concierto a los 22 años.
En 1957 emigró a los Estados Unidos con su mujer Angelita (Inés de los Ángeles Gallego Molina), y sus hijos. 
Se asentaron en el sur de California y Celedonio junto a sus tres hijos (Ángel Romero, Pepe Romero y Celín Romero), fundó un cuarteto de guitarra llamado Los Romeros.
Durante años dieron conciertos con gran éxito de público y grabaron numerosos discos versionando a músicos barrocos como Antonio Vivaldi, lo que les valió gran celebridad en Estados Unidos y en todo el mundo.
En su faceta de compositor escribió más de cien piezas para guitarra, incluyendo una docena de conciertos. 
Murió en San Diego (California) a los 83 años de edad. El cuarteto que él fundó sigue activo. Su puesto fue ocupado por su nieto Lito Romero, hijo de Ángel Romero.

## Galardones
Romero fue nombrado caballero de la Orden de Isabel la Católica por el rey Juan Carlos I de España. Y también fue nombrado caballero de la Orden del Santo Sepulcro de Jerusalén por el Papa Juan Pablo II, así como Hijo predilecto de la ciudad de Málaga con la entrega de las llaves de la ciudad y su nombre a la plaza junto al Conservatorio superior de Música de Málaga.